# Daljunkern

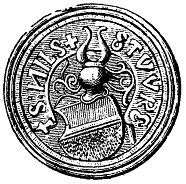
Daljunkerns sigill

Daljunkern, avrättad i Rostock omkring den 25 september 1528, var en upprorsledare som 1527 med Dalarna som bas försökte starta ett uppror för att störta Gustav Vasa. Daljunkern angav själv i brev under upproret att han var ”Nils Sture, rätter arvinge till Sverige”. Benämningen Daljunkern (Daljunkaren), som har en nedsättande innebörd, förekommer först i Peder Svarts krönika om Gustav Vasa (omkr. 1560) – i samtida källor kallas han "dalakungen", "dalaskalken" och "dalatjuven", och anklagades för att vara en dräng vid namn Jöns Hansson.

## Daljunkerns uppror
Biskopen electus Peder Jakobsson i Västerås och domprosten i samma stad mäster Knut Mikaelsson hade efter sitt misslyckade försök 1525 att resa dalkarlarna mot Gustav Vasa tvingats fly till Norge, varifrån de följande år utlämnades efter kungens återkommande krav. I februari 1527 dömdes de till döden och avrättades för sitt upprorsförsök, Peder Jakobsson i Uppsala 18 februari, Knut Mickelsson i Stockholm 21 februari.
Av allt att döma hade redan vid denna tid ett nytt upprorsförsök inletts i Dalarna. I spetsen för detta stod (eller ställdes) en ung man som påstod sig vara Nils Sture, äldste sonen till den avlidne riksföreståndaren Sten Sture d.y. och hans änka Kristina Nilsdotter (Gyllenstierna). Den nye upprorsmannens agitation riktade sig mot Gustav Vasas kyrkopolitik i ekonomiskt och teologiskt avseende men också mot skattebördan i allmänhet och i synnerhet en nyligen pålagd extraskatt. Daljunkern vann stöd för sin kampanj i varje fall i Mora och Orsa  socknar, men kunde bland sina anhängare också inräkna bland andra kyrkoherdarna i Malung och Tuna. Även i Hälsingland fanns sympatisörer.
Gustav Vasa liksom Kristina Nilsdotter (Gyllenstierna) förnekade att upprorsmannen verkligen var Nils Sture. Också en ledande person i Dalarna, bergsmannen Måns Nilsson på Aspeboda, förklarade offentligt i skarpa ordalag att uppviglaren var en bedragare. Då Gustav Vasa i juni 1527 kallade Daljunkern till den då pågående riksdagen i Västerås för att konfronteras med fru Kristina valde den unge mannen att inte infinna sig.
Sviktande stöd torde förklara varför Daljunkern hösten 1527 begav sig till Norge. I likhet med Peder Jakobsson Sunnanväder sökte han sig där till och intogs i en krets bestående av bl.a. den förmögna fru Inger Ottesdatter (Rømer) och hennes svärson Vincens Lunge, som var hövitsman på Bergenhus och ståthållare i Norge nordanfjälls. Dessa betraktade den unge mannen som Nils Sture och, i enlighet med deras strävan att frigöra Norge från danskt inflytande, som en framtida allierad på Sveriges tron.
Efter en tid nåddes man av budet att Gustav Vasa hade dött. Fru Inger lät trolova sin dotter Eline med den unge svensken, som i sin tur i en förpliktelse daterad Trondheim 25 november 1527 bland annat lovade att när han väl hade gripit makten i Sverige skulle han återlämna det av Gustav Vasa ockuperade Viken (norra Bohuslän) till Norge.
Med bistånd av fru Inger, Vincens Lunge och deras vänner inledde Daljunkern kort därefter en militär expedition med syftet att ta makten i Sverige. Snart stod det klart att ryktet om den svenske kungens död var falskt, och truppens infall i Dalarna i januari 1528 slutade i ett fullständigt nederlag. Vissa av deltagarna i expeditionen tillfångatogs, andra, däribland Daljunkern, lyckades återvända till Norge. Vid en räfst vid tinget i Tuna i slutet av februari 1528 dömdes i Gustav Vasas närvaro flera av Daljunkerns anhängare i Dalarna till döden och avrättades. En annan av hans medhjälpare, Peder Grym, fördes däremot till Stockholm, där han i april 1528 ställdes inför rätta, dömdes till döden och halshöggs, varefter kvarlevorna steglades – kroppen uppsattes på ett hjul på Södermalm, huvudet på en stake på Norrmalm.
Som ett försök att undgå Gustav Vasas upprepade krav att tvingas utlämna Daljunkern till Sverige lät Vincens Lunge våren 1528 sända honom till Bergen, varifrån han skulle överföras till hövitsmannen på Helsingborg, Tyge Krabbe, och sedan vidare till den danske kungen Fredrik I. I närheten av Helsingborg lyckades dock Daljunkern att undkomma sin bevakning och kom snart att i stället gå i land i Rostock. Enligt skepparen skedde detta på Vincens Lunges order, men själv skyllde herr Vincens på skepparen.
I juni 1528 fick Gustav Vasa vetskap om att Daljunkern uppehöll sig i Rostock och uppfordrade i hotfulla ordalag stadens råd att översända honom till Sverige eller att åtminstone hålla honom kvar på platsen. Det senare skedde också, och i september hade kungens tyske sekreterare Wulf Gyler och kungens svåger, greve Johan av Hoya, infunnit sig där. Någon utlämning skedde inte; i stället ställdes Daljunkern till svars i Rostock.
Ett brev från Kristina Nilsdotter (Gyllenstierna) till de styrande i Rostock 8 augusti 1528, i vilket hon förklarar att den unge upprorsmannen inte är hennes son, har på senare tid tillmätts stor betydelse i detta sammanhang. Brevet har tolkats som att fru Kristina – tvingad av Gustav Vasa – här uttalade som sin önskan att Daljunkern skulle åtalas och straffas i Rostock, något som i sin tur skall ha haft sin grund i att han trots allt var Nils Sture och därmed borde undanröjas på neutral mark för att inte ge upphov till nya uppror i Sverige. Denna teori bygger bland annat på att fru Kristinas brev finns bevarat i såväl koncept som den form som översändes till Rostock, med betydande skillnader: i konceptet sägs inget om att Nils Sture skulle vara död, och upprorsmannen begärs utlämnad.  I Gustav Vasas kreditiv för Wulf Gyler, vilket skrevs så sent som 23 augusti skriver kungen visserligen att det är hans förhoppning att rådet i Rostock efter rannsakning överlämnar fången till Gyler, som skall föra honom vidare till kungen, men Gyler tycks sedan ha argumenterat för avrättning i Rostock.
Vid rättegången i Rostock erkände Daljunkern att han hade försökt att störta Gustav Vasa och att han inte var herr Stens och fru Kristinas son. För sina brott dömdes han 25 september 1528 till döden genom halshuggning. Avrättningen verkställdes samma dag eller kort därefter.

## Daljunkerns identitet
I historieskrivningen rådde länge enighet om att Daljunkern var en bedragare. Först i en uppsats från 1942 av Folke Lindberg ifrågasattes denna uppfattning. Enligt Lindberg kunde det inte uteslutas att upprorsmannen var Nils Sture. Hans Gillingstam försvarade den tidigare uppfattningen i polemik mot Lindberg. Lars-Olof Larsson återupptog 2002 i sin biografi över Gustav Vasa Lindbergs tes och hävdade att Daljunkern verkligen var Nils Sture. Idag anser de flesta historiker att Daljunkern faktiskt var Nils Sture.

## Skönlitteratur
- Den rätta Daljunkern. I: Ivar Lo-Johansson: Furstarna. Albert Bonniers, Stockholm, 1974. ISBN 91-0-039099-2